# Campionati ungheresi di ciclismo su strada
I Campionati ungheresi di ciclismo su strada sono la manifestazione ciclistica annuale che assegna il titolo di Campione di Ungheria. I vincitori hanno il diritto di indossare per un anno la maglia di campione ungherese, come accade per il campione mondiale.

## Campioni in carica
| Uomini Elite | Uomini Elite  | Uomini Elite |
| ------------ | ------------- | ------------ |
| In linea     | Márton Dina   |              |
| Cronometro   | János Pelikán |              |
| Donne Elite  |               |              |
| In linea     | Blanka Vas    |              |
| Cronometro   | Petra Zsankó  |              |

## Albo d'oro

### Titoli maschili
| Anno | Vincitore         | Secondo              | Terzo             |
| ---- | ----------------- | -------------------- | ----------------- |
| 1996 | László Bodrogi    | Janos Istlstekker    | Csaba Steig       |
| 1997 | Janos Istlstekker | Dávid Sipocz         | László Bodrogi    |
| 1998 | Csaba Szekeres    | László Bodrogi       | David Arato       |
| 1999 | Gabor Arany       | Csaba Steig          | David Arato       |
| 2000 | László Bodrogi    | Peter Legradi        | Tamas Vilmaniy    |
| 2001 | Csaba Steig       | Csaba Szekeres       | Aurel Vig         |
| 2002 | Balazs Rohtmer    | Laszlo Garamszegi    | David Arato       |
| 2003 | Gabor Arany       | Laszlo Garamszegi    | Tamas Lengyel     |
| 2004 | Aurel Vig         | Laszlo Garamszegi    | Attila Arvai      |
| 2005 | Laszlo Garamszegi | Gabor Arany          | Barnabas Vizer    |
| 2006 | László Bodrogi    | Gergely Ivanics      | Gabor Arany       |
| 2007 | Bálint Szeghalmi  | László Bodrogi       | Csaba Szekeres    |
| 2008 | Zoltán Madaras    | Péter Kusztor        | Gergely Ivanics   |
| 2009 | Istvan Cziraki    | Rida Cador           | Gabor Arany       |
| 2010 | Péter Kusztor     | Bálint Szeghalmi     | Gergely Kiss      |
| 2011 | Rida Cador        | Krisztián Lovassy    | Péter Kusztor     |
| 2012 | Péter Kusztor     | Gábor Fejes          | Krisztián Lovassy |
| 2013 | Krisztián Lovassy | Žolt Der             | Péter Simon       |
| 2014 | Balázs Rózsa      | Péter Kusztor        | Krisztián Lovassy |
| 2015 | István Molnár     | Péter Kusztor        | Csaba Pályi       |
| 2016 | János Pelikán     | Krisztian Lovassy    | Žolt Der          |
| 2017 | Krisztian Lovassy | Žolt Der             | Jozsef Hartmann   |
| 2018 | Attila Valter     | Gergö Gönczy         | Barnabás Peák     |
| 2019 | Gergely Szarka    | Barnabás Peák        | Attila Valter     |
| 2020 | Viktor Filutás    | Daniel Dina          | Gabor Fejes       |
| 2021 | Viktor Filutás    | Zsolt Istlstekker    | Gergő Orosz       |
| 2022 | Attila Valter     | Márton Dina          | Barnabás Peák     |
| 2023 | Attila Valter     | Márton Dina          | Erik Fetter       |
| 2024 | Attila Valter     | Erik Fetter          | Márton Dina       |
| 2025 | Márton Dina       | Zsombor Tamás Takács | Viktor Filutás    |

| Anno | Vincitore         | Secondo           | Terzo            |
| ---- | ----------------- | ----------------- | ---------------- |
| 1997 | László Bodrogi    | Csaba Szekeres    | D. Sipocz        |
| 1998 | László Bodrogi    | Csaba Szekeres    | Aurel Vig        |
| 1999 | Aurel Vig         | Peter Legradi     | Gabor Kisko      |
| 2000 | László Bodrogi    | Peter Legradi     | Tamas Vilmaniy   |
| 2001 | László Bodrogi    | Peter Legradi     | Zoltan Vanik     |
| 2002 | László Bodrogi    | Csaba Szekeres    | Peter Legradi    |
| 2003 | László Bodrogi    | Csaba Szekeres    | Aurel Vig        |
| 2004 | László Bodrogi    | Csaba Szekeres    | Aurel Vig        |
| 2005 | Csaba Szekeres    | Bence Zsumori     | Péter Kusztor    |
| 2006 | László Bodrogi    | Csaba Szekeres    | Tamas Lengyel    |
| 2007 | László Bodrogi    | Peter Legradi     | Tamas Lengyel    |
| 2008 | László Bodrogi    | Zoltán Madaras    | Andras Berkesi   |
| 2009 | Rida Cador        | Zoltán Madaras    | Gergely Ivanics  |
| 2010 | Péter Kusztor     | Gabor Kisko       | Janos Hemmert    |
| 2011 | Gábor Fejes       | Péter Palotai     | Bálint Szeghalmi |
| 2012 | Gábor Fejes       | Gabor Legyel      | Gabor Kisko      |
| 2013 | Gábor Fejes       | Žolt Der          | Péter Kusztor    |
| 2014 | Gábor Fejes       | Krisztián Lovassy | Péter Kusztor    |
| 2015 | Krisztián Lovassy | Žolt Der          | Tibor Róka       |
| 2016 | János Pelikán     | Žolt Der          | Péter Kusztor    |
| 2017 | János Pelikán     | Barnabás Peák     | Žolt Der         |
| 2018 | Barnabás Peák     | Gábor Fejes       | János Pelikán    |
| 2019 | Attila Valter     | János Pelikán     | Barnabás Peák    |
| 2020 | Barnabás Peák     | Attila Valter     | Daniel Szalay    |
| 2021 | Erik Fetter       | Attila Valter     | János Pelikán    |
| 2022 | Erik Fetter       | Barnabás Peák     | Gergely Somogyi  |
| 2023 | Attila Valter     | Daniel Szalay     | Erik Fetter      |
| 2024 | Barnabás Peák     | Attila Valter     | János Pelikán    |
| 2025 | János Pelikán     | Attila Valter     | Barnabás Peák    |

### Titoli femminili
| Anno | Vincitore                | Secondo                  | Terzo                   |
| ---- | ------------------------ | ------------------------ | ----------------------- |
| 2004 | Veronika Jeger           | Mónika Király            | Marta Vajda             |
| 2006 | Mónika Király            | Diana Szuromine-Pulsfort | Andrea Fülöp            |
| 2007 | Mónika Király            | Diana Szuromine-Pulsfort | Gabriella Palotai       |
| 2008 | Anita Rita Kenyo         | Mónika Király            | Veronika Katonane Simon |
| 2009 | Mónika Király            | Anita Rita Kenyo         | Veronika Katonane Simon |
| 2010 | Krisztina Fay            | Sara Vidakovich          | Eniko Papp              |
| 2011 | Anita Rita Kenyo         | Krisztina Fay            | Veronika Anna Kormos    |
| 2012 | Anita Rita Kenyo         | Eszter Dosa              | Veronika Anna Kormos    |
| 2013 | Diana Szuromine-Pulsfort | Leila Al Saidi           | Fruzsina Jakocs         |
| 2014 | Diana Szuromine-Pulsfort | Barbara Benko            | Veronika Anna Kormos    |
| 2015 | Diana Szuromine-Pulsfort | Mónika Király            | Barbara Benko           |
| 2016 | Mónika Király            | Barbara Benko            | Dorottya Kanti          |
| 2017 | Mónika Király            | Szonja Kapott            | Eszter Temela           |
| 2018 | Barbara Benko            | Mónika Király            | Eszter Temela           |
| 2019 | Zsófia Szabó             | Etelka Matuz             | Eszter Temela           |
| 2020 | Blanka Vas               | Zsófia Szabó             | Barbara Benko           |
| 2021 | Blanka Vas               | Barbara Benko            | Zsófia Szabó            |
| 2022 | Blanka Vas               | Dorka Jordán             | Petra Zsankó            |
| 2023 | Blanka Vas               | Petra Zsankó             | Dorka Jordán            |
| 2024 | Blanka Vas               | Petra Zsankó             | Szonja Greman           |
| 2025 | Blanka Vas               | Petra Zsankó             | Szonja Greman           |

| Anno | Vincitore                | Secondo                  | Terzo                    |
| ---- | ------------------------ | ------------------------ | ------------------------ |
| 2006 | Diana Szuromine-Pulsfort | Mónika Király            |                          |
| 2007 | Diana Szuromine-Pulsfort | Mónika Király            | Ibolya Ember             |
| 2008 | Mónika Király            | Veronika Katonane Simon  | Eniko Papp               |
| 2009 | Aniko Revesz             | Veronika Katonane Simon  | Annamaria Halasz         |
| 2010 | Aniko Revesz             | Zsófia Toth              | Barbara Benko            |
| 2011 | Krisztina Fay            | Anita Rita Kenyo         | Gitta Arany              |
| 2012 | Gabriella Zelinka        | Anita Rita Kenyo         | Eszter Dosa              |
| 2013 | Mónika Király            | Eszter Dosa              | Diana Szuromine-Pulsfort |
| 2014 | Veronika Anna Kormos     | Diana Szuromine-Pulsfort | Kornelia Epres           |
| 2015 | Veronika Anna Kormos     | Diana Szuromine-Pulsfort | Mónika Király            |
| 2016 | Mónika Király            | Veronika Anna Kormos     | Anita Rita Kenyo         |
| 2017 | Mónika Király            | Szonja Kapott            | Anita Rita Kenyo         |
| 2018 | Adrienn Hajnal           | Mónika Király            | Gitta Arany              |
| 2019 | Veronika Kormos          | Adrienn Hajnal           | Etelka Matuz             |
| 2020 | Barbara Benko            | Blanka Vas               | Zsófia Szabó             |
| 2021 | Blanka Vas               | Barbara Benko            | Dorka Jordán             |
| 2022 | Blanka Vas               | Petra Zsankó             | Dorka Jordán             |
| 2023 | Blanka Vas               | Fanni Hajdu              | Nike Peteri              |
| 2024 | Petra Zsankó             | Johanna Borissza         | Fanni Hajdu              |
| 2025 | Petra Zsankó             | Dorka Jordán             | Luca Barta               |